# Tajni muzej
Tajni muzej ili Tajni kabinet (tal. Gabinetto Segreto) u Napulju je zbirka rimske erotske umjetnosti iz 1. stoljeća pronađena u Pompejima i Herkulaneju, koja se sada čuva u zasebnim galerijama u Nacionalnom arheološkom muzeju u Napulju, bivšem Museo Borbonico. Izraz "kabinet" koristi se u odnosu na "kabinet zanimljivosti" - tj. bilo koju dobro prezentiranu zbirku predmeta kojima se možete diviti i proučavati.
Ponovno otvarana, zatvarana, ponovno otvarana i zatim ponovno zatvarana gotovo 100 godina, tajna soba je nakratko ponovno postala dostupna krajem 1960-ih prije nego što je konačno ponovno otvorena 2000. godine. Od 2005. zbirka se čuva u posebnoj prostoriji u Napuljskom nacionalnom arheološkom muzeju.
Iako je iskopavanje Pompeja u početku bilo prosvjetiteljski projekt, nakon što su artefakti klasificirani novom metodom taksonomije, oni koji su smatrani opscenim i neprikladnim za širu javnost nazvani su pornografijom i 1821. zaključani su u Tajni muzej. Vrata su zazidana 1849. Diljem drevnih Pompeja i Herkulaneja pronađene su erotske freske, prikazi boga Prijapa, seksualno eksplicitni simboli i natpisi te predmeti za kućanstvo poput faličnih uljanica. Starorimsko razumijevanje seksualnosti gledalo je na eksplicitni materijal vrlo različito od većine današnjih kultura. Ideje o opscenosti razvile su se od 18. stoljeća do danas u moderan koncept pornografije.
U Pompejima su nad erotskim freskama izgrađeni zaključani metalni ormarići, koji su se uz nadoplatu mogli pokazati gospodi, ali ne i damama. Ovaj peep show je još uvijek bio u funkciji u Pompejima 1960-ih. Kabinet je bio dostupan samo "ljudima zrele dobi i poštovanja morala", što je u praksi značilo samo obrazovanim muškarcima.
Katalog tajnog muzeja također je bio oblik cenzure, budući da su gravure i opisni tekstovi umanjivali sadržaj prostorije.

## Galerija
- Hermafrodit. Zidno slikarstvo iz Herkulaneja. 1. – 50. g.
- Skulptura koja prikazuje seks u psećem položaju
- Satir i nimfa
- Seksualna scena iz Pompeja u Tajnom muzeju
- Seksualna scena iz Pompeja u Tajnom muzeju